# Євгенівська волость
Євгенівська волость — історична адміністративно-територіальна одиниця Тираспольського повіту Херсонської губернії. Відносилась до волості 2 стану.
Станом на 1886 рік складалася з 20 поселень, 20 сільських громад. Населення — 2414 осіб (1226 чоловічої статі та 1188 — жіночої), 434 дворових господарств. Площа — 431,56 км2.
На сьогодні це території Іванівської селищної, Розквітівської та Коноплянської сільських територіальних громад.
|                     | Площа, десятин | У тому числі орної, дес. |
| ------------------- | -------------- | ------------------------ |
| Сільських громад    | 3030           | 2484                     |
| Приватної власності | 24517          | 8750                     |
| Казенної власності  | —              | —                        |
| Іншої власності     | —              | —                        |
| Загалом             | 27547          | 11234                    |

Основні поселення волості:
- Євгенівка (Масіївка) —  містечко при річці Великий Куяльник від повітового міста 75 верст, 253 особи, 55 дворів, православна церква, лавка. В 4 верстах камера мирового судді, в 8 верстах — лавка.
- Бузинове — село при річці Великий Куяльник, 212 осіб, 36 дворів, церква православна, єврейська синагога, 3 лавки.
- Катеринівка (Курдиманове) — присілок, 117 осіб, 19 дворів, ремонтне депо.
- Жеребкова Мала — присілок при річці Великий Куяльник, 80 осіб, 17 дворів, винний погріб.
- Кринички — присілок, 114 осіб, 16 дворів, лавка.
- Любовтаївка (Шедевереве) — присілок при Шедеверовій балці, 294 особи, 50 дворів, школа, лавка.
- Ново-Миколаївка (Футуровське, Мар'ївка) — присілок при річці Великий Куяльник, 255 осіб, 56 дворів, школа.

У 1896 році Євгенівська волость включала в себе також населені пункти колишньої Розенфельдської волості. Площа складала 249,9 верст2, дворів 1063, осіб 6011. У 1906 році у волості вже було 36 поселень.
У 1916 Євгенівська волость нараховувала 40 населених пунктів, займала площу  34802 десятин, населення — 7890 осіб, чоловіків — 3498, жінок — 4392, дворів — 1538.
У 1921 році Євгенівська волость відносилась до Одеського повіту.
7 березня 1923 року в Одеській окрузі Української РСР з волостей Понятівської, Більчанської і Євгенівської, з центром в Янівці був створений Янівський район.